# Stenus fulvoguttatus
Stenus fulvoguttatus är en skalbaggsart som beskrevs av Notman. Stenus fulvoguttatus ingår i släktet Stenus och familjen kortvingar. Inga underarter finns listade i Catalogue of Life.